# 科爾特曼 (愛達荷州)
科爾特曼（英語：Coltman）是位於美國愛達荷州邦納維爾縣的一個非建制地區。該地的面積和人口皆未知。

## 地理
科爾特曼的座標為43°37′04″N 112°00′44″W / 43.61778°N 112.01222°W，而該地的平均海拔高度為1458米（即4783英尺）。